# Mircea Tiberian

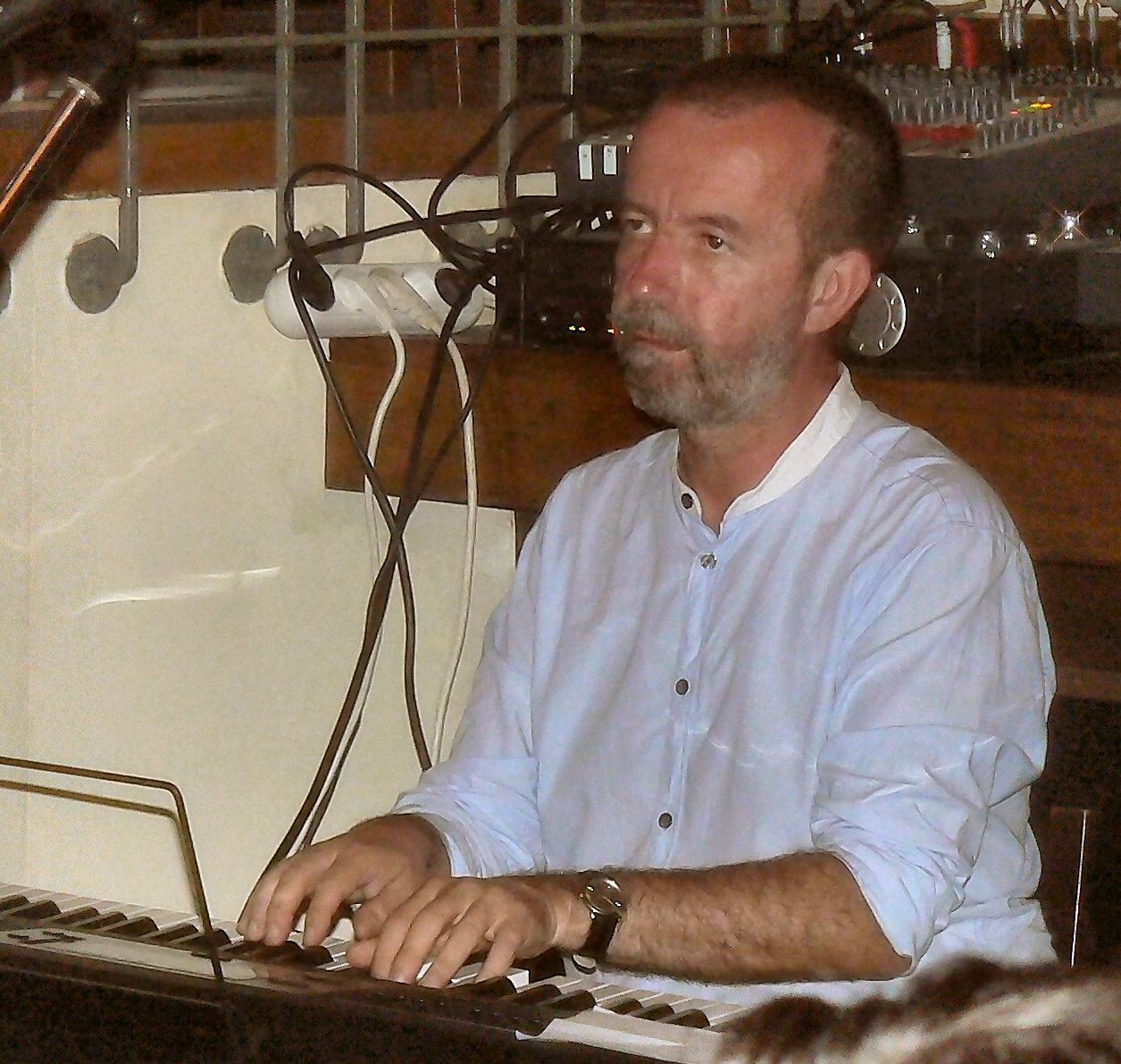
Mircea Tiberian, 2008

Mircea Tiberian (Cluj-Napoca, district Cluj, 4 mei 1955) is een Roemeense jazzpianist.

## Biografie
Tiberian groeide op in Sibiu en ging in 1975 naar Boekarest, waar hij tot 1980 aan het conservatorium studeerde. Hij debuteerde in 1974 op het Internationale jazzfestival in Sibiu. Van 1979 tot 1981 was hij lid van Teatrul Muzical Ion Vasilescu in Boekarest. Vanaf 1984 leidde hij met Liviu Butoi een kwartet. Tevens was hij medeleider van het trio Labirint en de Romanian All Stars. Met Dan Mândrilă en Nicolas Simion speelde hij in de groep Opus 4.
Van 1990 tot 1993 was hij lid van de Romanian Big Band. In 1998 richtte hij met Maurice de Martin het jazzorkest Interzone op. Vanaf het midden van de jaren 90 was hij actief met verschillende multi-mediale projecten: Incursiuni (1996), Liniada (1999) en Agnus Dei (2000). Hij werkte verder met musici als Larry Coryell, Tomasz Stańko, Herb Robertson, Ed Schuller, Nicolas Simion, Adam Pierończyk, Theo Jörgensmann, Johnny Răducanu, Aura Urziceanu en Anca Parghel samen.
Tiberian geeft jazz aan het conservatorium van Boekarest en Cluj-Napoca en is inhoudelijk betrokken bij het International Jazz Festival van Boekarest.

## Discografie
- Anca Parghel/Mircea Tiberian: Magic Bird, 1988
- Never Ending Story met Cristian Soleanu, Cătălin Rasvan, Pedro Negrescu, Decebal Badila, Tudy Zaharescu, Eugen Gondi, 1992
- Workin' Underground, 1994
- Alone In Heaven met Cristian Soleanu, Gildas Scouarnec, Peter Perfido, 1998
- Interzone: Interzone, 1999
- Hotel Of Three Beginnings, 2000
- Interzone plays with Adam Pieronczyk, 2000
- Interzone: Crossing Atlas 45, 2001
- Interzone: Transylvanian Grace, 2002
- Back To My Angel, 2002
- Eleven met Daniel Erdmann, Kalle Kalima, Johannes Fink, Maurice de Martin, 2002
- Viața Lumii met Maria Răducanu, Ben Abarbanel-Wolff, Maurice de Martin, 2003
- Lumini met Maria Răducanu, 2003
- Palindrome met Daniel Erdmann, Kalle Kalima, Oliver Potratz, Peter Perfido, 2003
- Nicolas Simion: Balkan Jazz met Geoff Goodman, Martin Gjakonovski, Dusko Goykovich, 2003
- Interzone: Shining of the Abyss, 2004

- Gemeinsame Normdatei: 119402663X
- International Standard Name Identifier: 0000 0001 3099 7559
- Library of Congress Control Number: n2016037031
- MusicBrainz: 9e8ace7e-e136-445b-9e19-fd1949195091
- Virtual International Authority File: 301726362
- WorldCat: E39PBJbtrFfXqYb6Pg8xgw3vpP